# Patti Smith

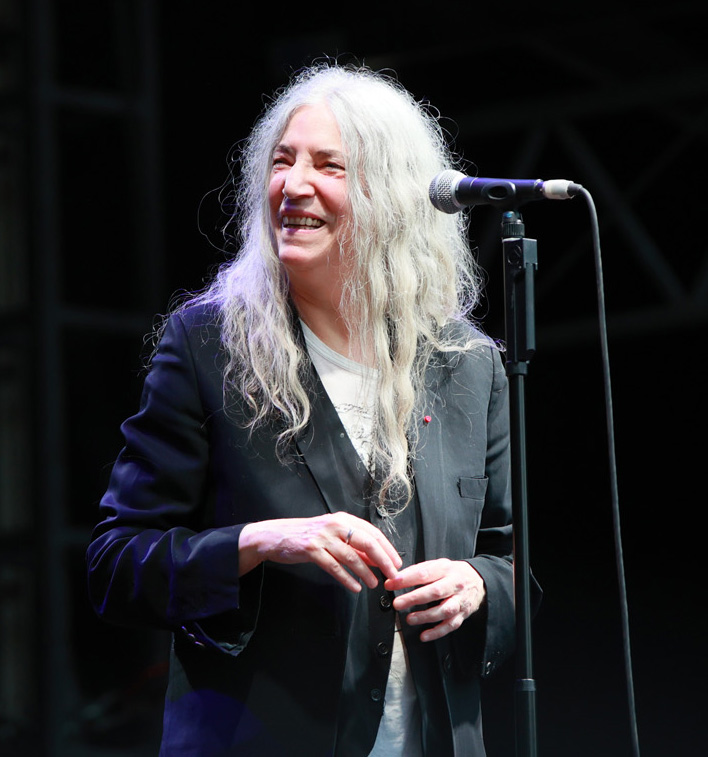
Patti Smith in Berlin (2022)

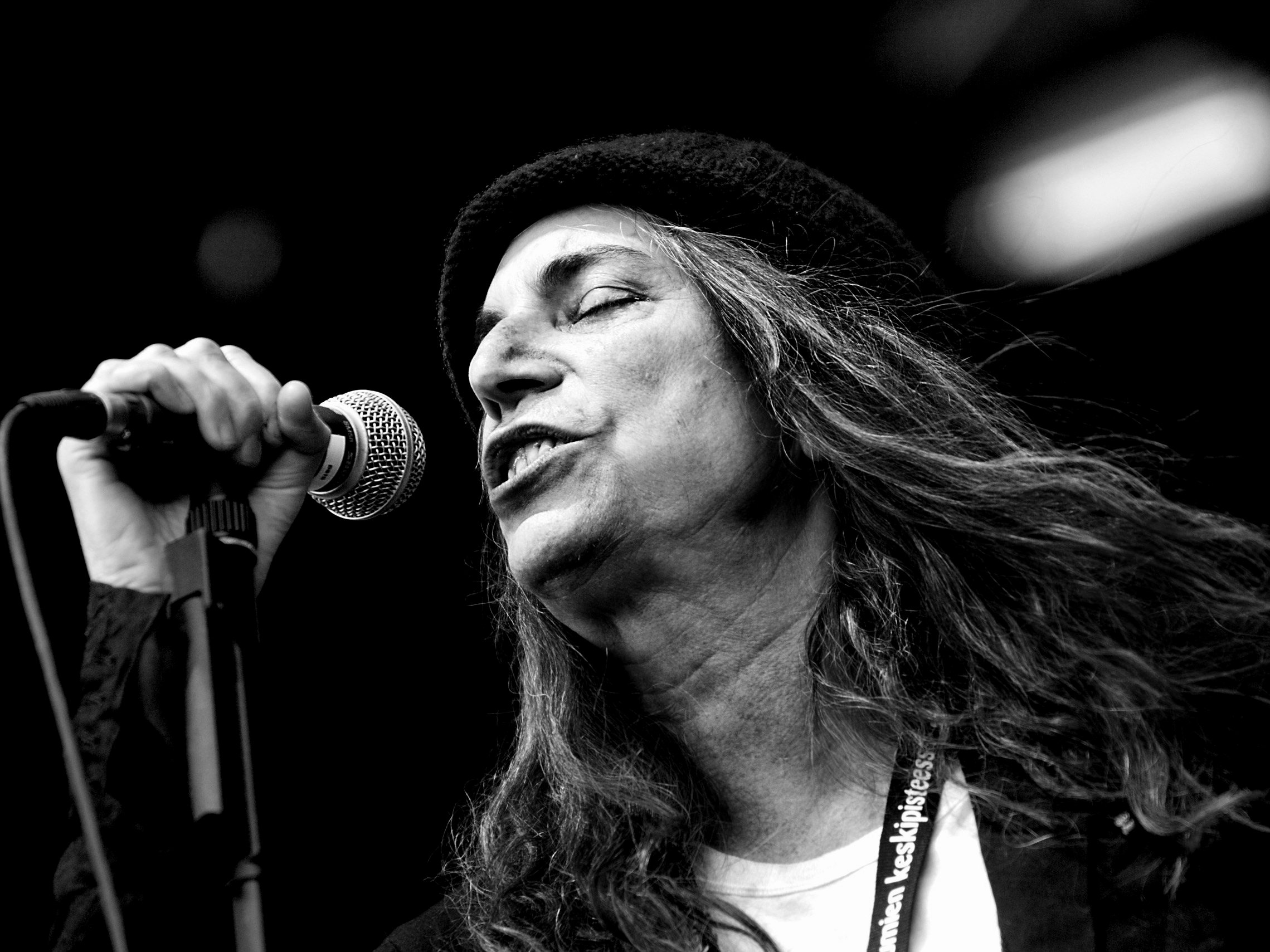
Patti Smith (2007)

Patricia Lee „Patti“ Smith (* 30. Dezember 1946 in Chicago, Illinois) ist eine US-amerikanische Lyrikerin, Punk- und Rockmusikerin, Singer-Songwriterin, Fotografin und Malerin. Sie gilt als „Godmother of Punk“ und wurde vor allem durch den gemeinsam mit Bruce Springsteen geschriebenen Song Because the Night bekannt.

## Leben
Patti Smith stammt aus einem ärmeren Elternhaus mit religiöser Nähe zu den Zeugen Jehovas. Als Teenager trat sie jedoch aus der organisierten Religion aus, weil sie diese als einengend empfand. Als Reaktion auf diese Erfahrung schrieb sie die Zeile „Jesus died for somebody’s sins, but not mine“ in ihrer Coverversion von Gloria von Them.
Smith verließ mit sechzehn Jahren die Schule und arbeitete danach in einer Fabrik. Im Alter von achtzehn Jahren brachte sie eine Tochter zur Welt, die sie zur Adoption freigab. Sie zog nach New York City, lernte dort im Sommer 1967 den Künstler und später als Fotografen berühmt gewordenen Robert Mapplethorpe kennen und lebte mehrere Jahre mit ihm zusammen. Von ihm stammen zahlreiche Fotografien, die teilweise für ihre späteren Plattencover verwendet wurden. Smith hielt sich als Buchhändlerin in diversen Buchläden finanziell über Wasser, wo sie zeitweise im Badezimmer übernachtete und sich von den Resten der Mittagessen ihrer Kollegen ernährte. Unter anderem arbeitete sie in der traditionsreichen, 1927 gegründeten Buchhandlung Strand.
Ab 1969 veröffentlichte sie ihre von der Beat Generation beeinflussten Gedichte in Zeitschriften wie Rock und Creem. Mit ihrer Schwester reiste Smith nach Paris, wo sie die Grabstätten ihrer Idole Jim Morrison und Arthur Rimbaud besuchte. Über ein Konzert der Rockband The Doors im Musikclub Fillmore East, in dem ihr Freund Robert Mapplethorpe als Kartenabreißer arbeitete und mit dem sie dem dortigen Doors-Auftritt beiwohnte, hatte Smith die psychedelische Musik der Combo um Sänger Jim Morrison kennengelernt. Ihre Freundschaft mit Lenny Kaye, Sam Shepard, Todd Rundgren und Tom Verlaine (damals bei der Proto-Punk-Gruppe Television) ermutigte sie 1974 zu ihrer ersten Single, Hey Joe, in der Patti Smith die damals gerade aktuelle Entführung von Patty Hearst, der Enkelin des Zeitungsmagnaten William Randolph Hearst, verarbeitete. Nach eigenen Aussagen war für sie das Singen vor allem eine Möglichkeit, ihre Gedichte vorzutragen; sie sei „zufällig“ in der Musik gelandet. Sie selber sieht sich in erster Linie als Lyrikerin und schreibt täglich diszipliniert.
Schon Ende der 1960er Jahre hatte sie auch enge Verbindung zu Rockmusikern geknüpft, vor allem zur New Yorker Avant Garde-Hardrockband Blue Öyster Cult. Mit deren Keyboarder Allen Lanier war sie von 1971 bis 1978 liiert und wohnte mit ihm in Manhattan in der Fifth Avenue. Sie lieferte über Jahre Texte für Songs der Gruppe, darunter Baby Ice Dog, Career of Evil, The Revenge of Vera Gemini (bei dem sie rezitiert und singt), Debbie Denise, Fire of Unknown Origin und Shooting Shark.

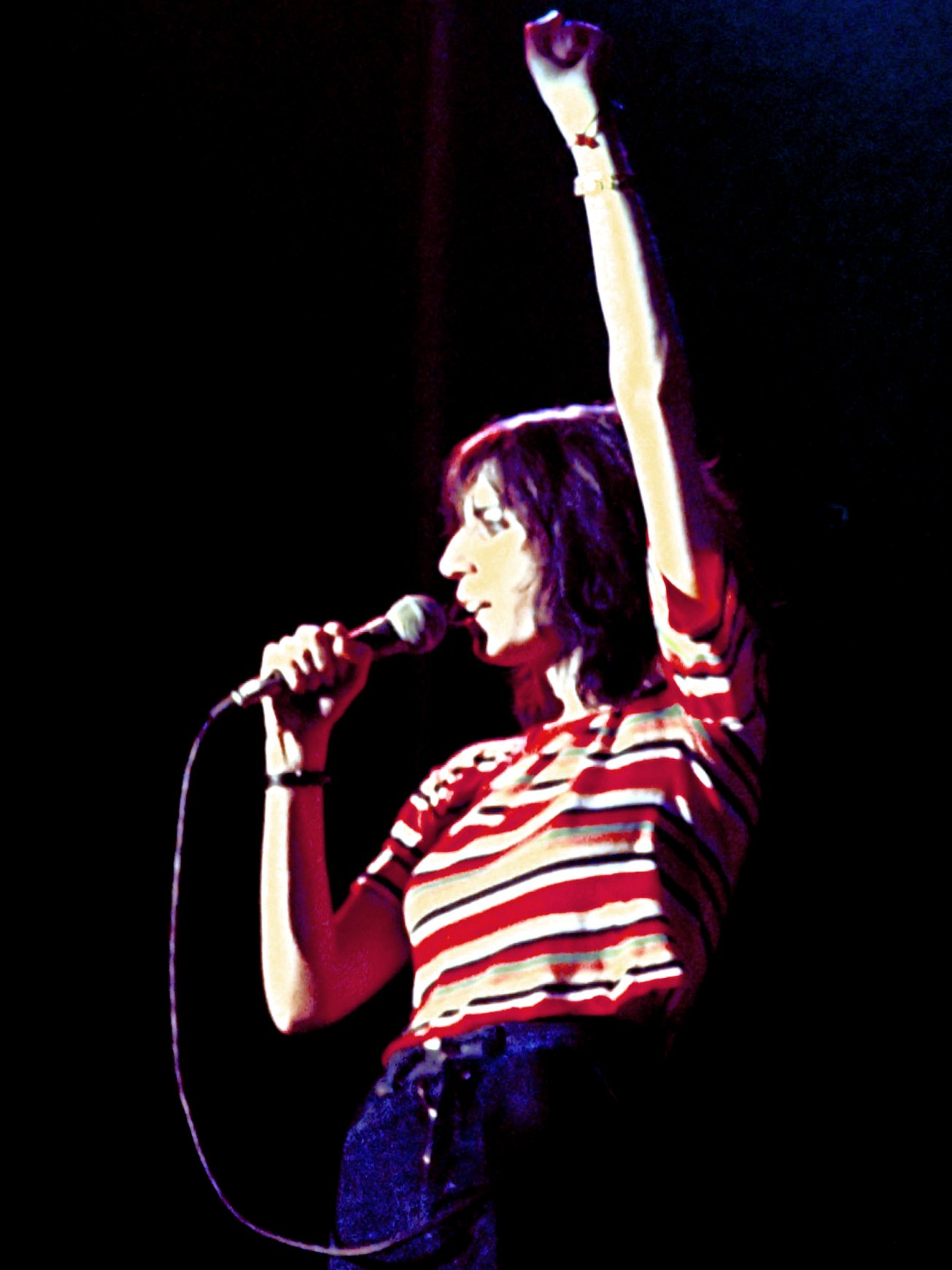
Patti Smith, 1976 in Kopenhagen

1975 erschien Horses, die erste LP der späteren Patti Smith Group mit Lenny Kaye, Ivan Král, Richard Sohl und Jay Dee Daugherty. Die Band wurde Vorläufer und Vorbild der englischen und amerikanischen Punk- und New-Wave-Bewegung. Patti Smith etablierte sich zudem als Ikone der neuen Frauenbewegung.
Die frei assoziierende Lyrik, die Smith halb atemlos, halb synkopisch über nur scheinbar primitive Rockakkorde legte, gab ihren Songs und auch den von ihr gewählten Coverversionen (Gloria von Them, My Generation von The Who) einen aufbegehrenden und nervösen Reiz.
1976 folgte das Album Radio Ethiopia. 1977 brach sich Smith bei einem schweren Unfall auf der Bühne zwei Rückenwirbel und musste einige Zeit aussetzen. Im Jahr darauf veröffentlichte sie mit Easter ihr einziges Album, das auch kommerziell ein Erfolg wurde. Die daraus ausgekoppelte Single Because the Night stammt aus einer Zusammenarbeit mit Bruce Springsteen und erreichte in Großbritannien Platz 5. 1979 erschien mit Wave ihre für lange Zeit letzte LP.

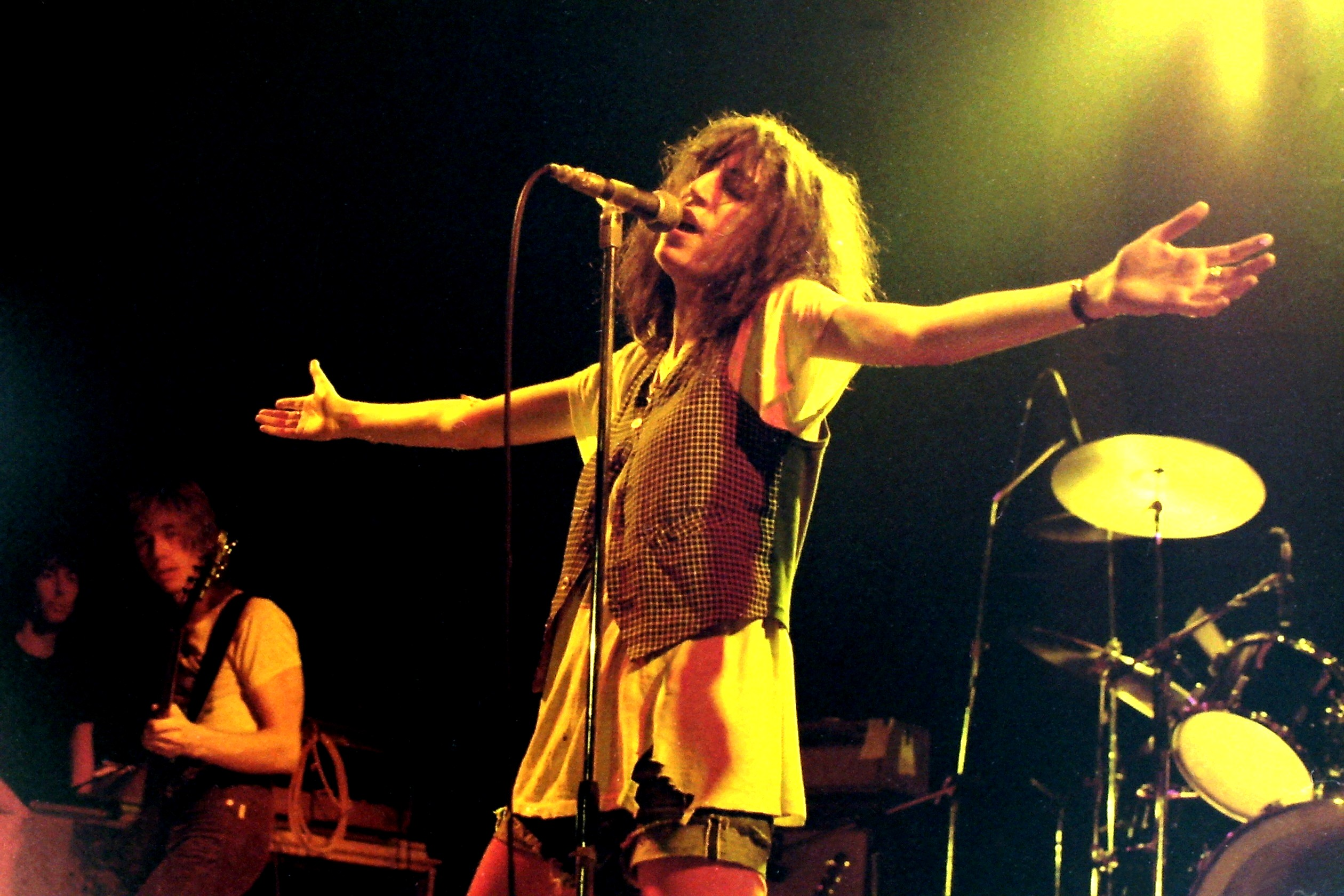
Patti Smith im Rosengarten (Mannheim) 1978

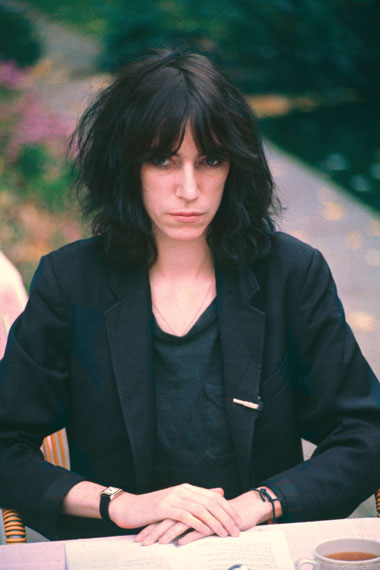
Patti Smith, 1976 in Zürich, vor ihrem Auftritt in der Roten Fabrik, während eines Interviews mit Peter K. Wehrli im Hotel Engematthof. Fotografiert von Eric Bachmann.

In den 1980er Jahren lebte sie mit ihrem Mann, dem Gitarristen Fred „Sonic“ Smith (MC5) und den zwei gemeinsamen Kindern zurückgezogen in Detroit und arbeitete dort als Buchhändlerin. Ein Comeback-Anlauf mit dem Album Dream of Life (1988) wurde durch den Tod Richard Sohls (1990) und ihres Mannes (1994) gebremst. Sie kehrte danach nach eigenen Angaben auf die Bühne zurück, „um Geld zu verdienen“. Nach 1996 und dem Album Gone Again lieferte Patti Smith regelmäßig neue Werke ab. 2002 veröffentlichte sie eine Coverversion des Prince-Songs When Doves Cry, und auf ihrer im April 2004 erschienenen CD Trampin’ ist die Horses-Besetzung mit Lenny Kaye und Jay Dee Daugherty zu hören. Im April 2007 erschien ihr Album Twelve mit zwölf Neuaufnahmen von Rockklassikern wie Smells Like Teen Spirit der Band Nirvana und Gimme Shelter der Rolling Stones.
Die Fotografien, die sie über Jahrzehnte mit ihrer Vintage Polaroid Land 250 Sofortbildkamera aufgenommen hat, werden auf Ausstellungen weltweit gezeigt, unter anderem auch in einer Ausstellung mit Fotos von Christoph Schlingensief, mit dem sie befreundet war.
Auf der Berlinale 2008 wurde der Doku-Spielfilm Dream of Life (2007) von Steven Sebring über Patti Smiths Leben uraufgeführt, mit dem sie sich mehr als zehn Jahre beschäftigt hatte. Das Sundance Film Festival zeichnete den Film 2008 mit dem „Excellence in Cinematography Award: Documentary“ aus.
Smith begegnete Papst Franziskus im April 2013 am Rande einer Generalaudienz auf dem Petersplatz. Damit löste sie ein Versprechen ein, das sie bei der Wahl des Papstes gegeben hatte. 2014 trat sie im Vatikan auf und antwortete auf die Frage, warum eine Sängerin, die ihre erste Platte mit Jesus died for someone’s sins, but not mine (Jesus ist nicht für meine Sünden gestorben) beginnen ließ, vor dem Papst singt:

„I had a strong religious upbringing, and the first word on my first LP is Jesus. I did a lot of thinking. I’m not against Jesus, but I was 20 and I wanted to make my own mistakes and I didn’t want anyone dying for me. I stand behind that 20-year-old girl, but I have evolved. I’ll sing to my enemy! I don’t like being pinned down and I’ll do what the fuck I want, especially at my age … oh, I hope there’s no small children here!“

„Ich bin nicht gegen Jesus, aber ich war 20 und wollte meine eigenen Fehler machen und nicht, dass irgendjemand für mich stirbt. Ich stehe hinter diesem 20-jährigen Mädchen, aber ich habe mich weiterentwickelt. Ich singe meinem Feind entgegen! Ich werde nicht gern eingeengt und mache verfickt nochmal genau das, was ich will, vor allem in meinem Alter… Oh, ich hoffe, hier sind keine kleinen Kinder anwesend!“

Für den im November 2014 erschienenen Film Die Tribute von Panem – Catching Fire nahm Smith den eigens verfassten Song Capitol Letter auf. Am im gleichen Jahr veröffentlichten Kurzfilm Three Stones for Jean Genet war sie auch als Drehbuchautorin beteiligt und trat als sich selbst in Erscheinung.
Im Dezember 2016 nahm Patti Smith in Stockholm in Vertretung ihres Freunds Bob Dylan den ihm verliehenen Nobelpreis für Literatur entgegen, wobei sie unter anderem Dylans Song A Hard Rain’s a-Gonna Fall vortrug. Sie veröffentlichte daraufhin den Essay How Does It Feel im New Yorker, in dem sie erzählt, wie sie das Stück unterbrechen musste, weil sie übervoll an Emotionen war.

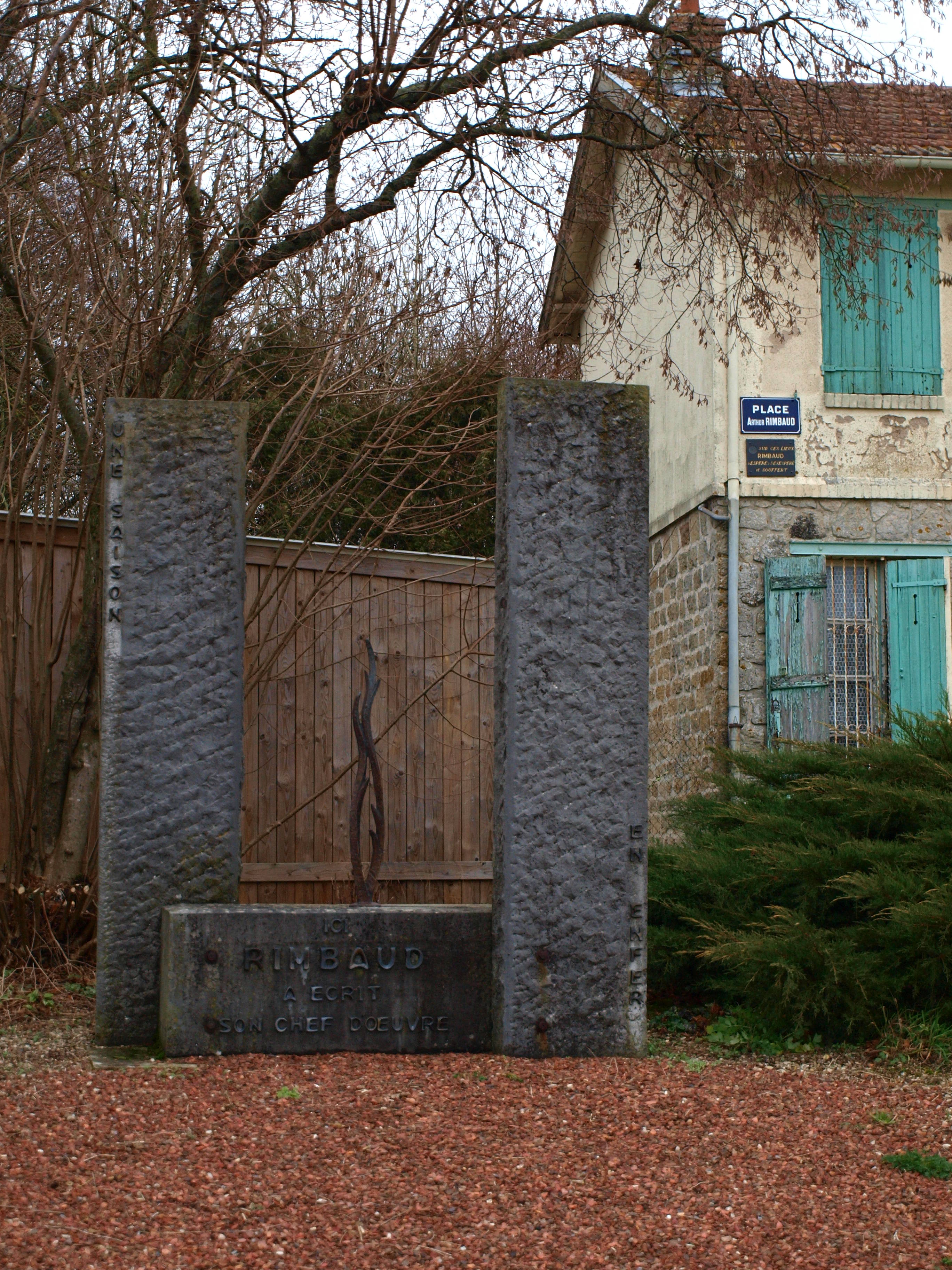
Rimbaud-Haus in Roche

2017 kaufte sie das Haus des französischen Dichters Arthur Rimbaud in Roche, einem kleinen Dorf nahe der Grenze zu Belgien. Rimbaud ist in dem Ort aufgewachsen und hat dort 1873 sein Werk Eine Zeit in der Hölle verfasst. Patti Smith schreibt in ihrer Autobiographie Just Kids über Rimbaud: „Ich umarmte ihn als Landsmann … als Verwandten, ja als heimlichen Geliebten“.
Patti Smith trat 2001, 2005 und 2016 beim Montreux Jazz Festival auf.

## Bilderzyklus
Der Schweizer Maler Franz Gertsch widmete Patti Smith einen fünfteiligen Bilderzyklus von großformatigen, fotorealistischen Porträts. Gertsch begegnete Smith erstmals auf einer Vernissage seines Kölner Galeristen.

## Auszeichnungen
- 2007 wurde die Musikerin in die Rock and Roll Hall of Fame in Cleveland (US-Bundesstaat Ohio) aufgenommen.
- 2010 erhielt Smith den National Book Award, den wichtigsten amerikanischen Buchpreis, in der Sparte Sachbuch. Ausgezeichnet wurde ihr Buch Just Kids.[25]
- 2011 wurde sie mit dem Polar Music Prize ausgezeichnet, gemeinsam mit dem Kronos Quartet.
- 2016 verlieh ihr die Wesleyan University die Ehrendoktorwürde.
- 2016 wurde sie in Frankreich für ihr Werk M Train mit dem Grand Prix de l’Héroïne Madame Figaro ausgezeichnet.
- 2017 Grand Vermeil Médaille de la Ville de Paris
- Der Rolling Stone listete Smith auf Rang 47 der 100 größten Musiker sowie auf Rang 83 der 100 größten Sänger und Rang 74 der 100 größten Songwriter aller Zeiten.[26][27][28]
- 2019 erhielt sie das Österreichische Ehrenzeichen für Wissenschaft und Kunst[29]
- 2020 Internationaler Beethovenpreis

## Werk

### Diskografie
Studioalben

| Jahr | Titel Musiklabel                       | Höchstplatzierung, Gesamtwochen, AuszeichnungChartplatzierungen (Jahr, Titel, Musiklabel, Platzierungen, Wochen, Auszeichnungen, Anmerkungen) | Höchstplatzierung, Gesamtwochen, AuszeichnungChartplatzierungen (Jahr, Titel, Musiklabel, Platzierungen, Wochen, Auszeichnungen, Anmerkungen) | Höchstplatzierung, Gesamtwochen, AuszeichnungChartplatzierungen (Jahr, Titel, Musiklabel, Platzierungen, Wochen, Auszeichnungen, Anmerkungen) | Höchstplatzierung, Gesamtwochen, AuszeichnungChartplatzierungen (Jahr, Titel, Musiklabel, Platzierungen, Wochen, Auszeichnungen, Anmerkungen) | Höchstplatzierung, Gesamtwochen, AuszeichnungChartplatzierungen (Jahr, Titel, Musiklabel, Platzierungen, Wochen, Auszeichnungen, Anmerkungen) | Anmerkungen                              |
| Jahr | Titel Musiklabel                       | DE | AT | CH | UK | US | Anmerkungen                              |
| ---- | -------------------------------------- | --- | --- | --- | --- | --- | ---------------------------------------- |
| 1975 | Horses Arista Records (Arista)         | — | — | — | UK— GoldUK | US47 (17 Wo.)US | Erstveröffentlichung: 12. Dezember 1975  |
| 1976 | Radio Ethiopia Arista Records (Arista) | — | — | — | — | — | Erstveröffentlichung: 7. Oktober 1976    |
| 1978 | Easter Arista Records (Arista)         | DE43 (3 Wo.)DE | — | — | UK16 Silber · (14 Wo.)UK | US20 (23 Wo.)US | Erstveröffentlichung: 3. März 1978       |
| 1979 | Wave Arista Records (Arista)           | DE18 (18 Wo.)DE | AT19 (12 Wo.)AT | — | UK41 (6 Wo.)UK | US18 (19 Wo.)US | Erstveröffentlichung: 17. Mai 1979       |
| 1988 | Dream of Life Arista Records (Arista)  | DE30 (9 Wo.)DE | AT26 (2 Wo.)AT | CH9 (6 Wo.)CH | UK70 (1 Wo.)UK | US65 (15 Wo.)US | Erstveröffentlichung: 17. Juni 1988      |
| 1996 | Gone Again Arista Records (BMG)        | DE28 (11 Wo.)DE | AT21 (12 Wo.)AT | CH29 (7 Wo.)CH | UK44 (2 Wo.)UK | US55 (5 Wo.)US | Erstveröffentlichung: 18. Juni 1996      |
| 1997 | Peace and Noise Arista Records (BMG)   | DE99 (1 Wo.)DE | — | — | — | US152 (1 Wo.)US | Erstveröffentlichung: 26. September 1997 |
| 2000 | Gung Ho Arista Records (Arista)        | DE67 (4 Wo.)DE | — | CH94 (1 Wo.)CH | — | US179 (1 Wo.)US | Erstveröffentlichung: 20. März 2000      |
| 2004 | Trampin’ Columbia Records (Sony)       | DE36 (4 Wo.)DE | AT49 (4 Wo.)AT | CH48 (4 Wo.)CH | UK70 (1 Wo.)UK | US123 (1 Wo.)US | Erstveröffentlichung: 26. April 2004     |
| 2007 | Twelve Columbia Records (Sony BMG)     | DE17 (7 Wo.)DE | AT32 (5 Wo.)AT | CH23 (9 Wo.)CH | UK63 (1 Wo.)UK | US60 (3 Wo.)US | Erstveröffentlichung: 13. April 2007     |
| 2012 | Banga Columbia Records (Sony)          | DE19 (8 Wo.)DE | AT23 (5 Wo.)AT | CH12 (9 Wo.)CH | UK47 (2 Wo.)UK | US57 (2 Wo.)US | Erstveröffentlichung: 1. Juni 2012       |

grau schraffiert: keine Chartdaten aus diesem Jahr verfügbar

### Bücher

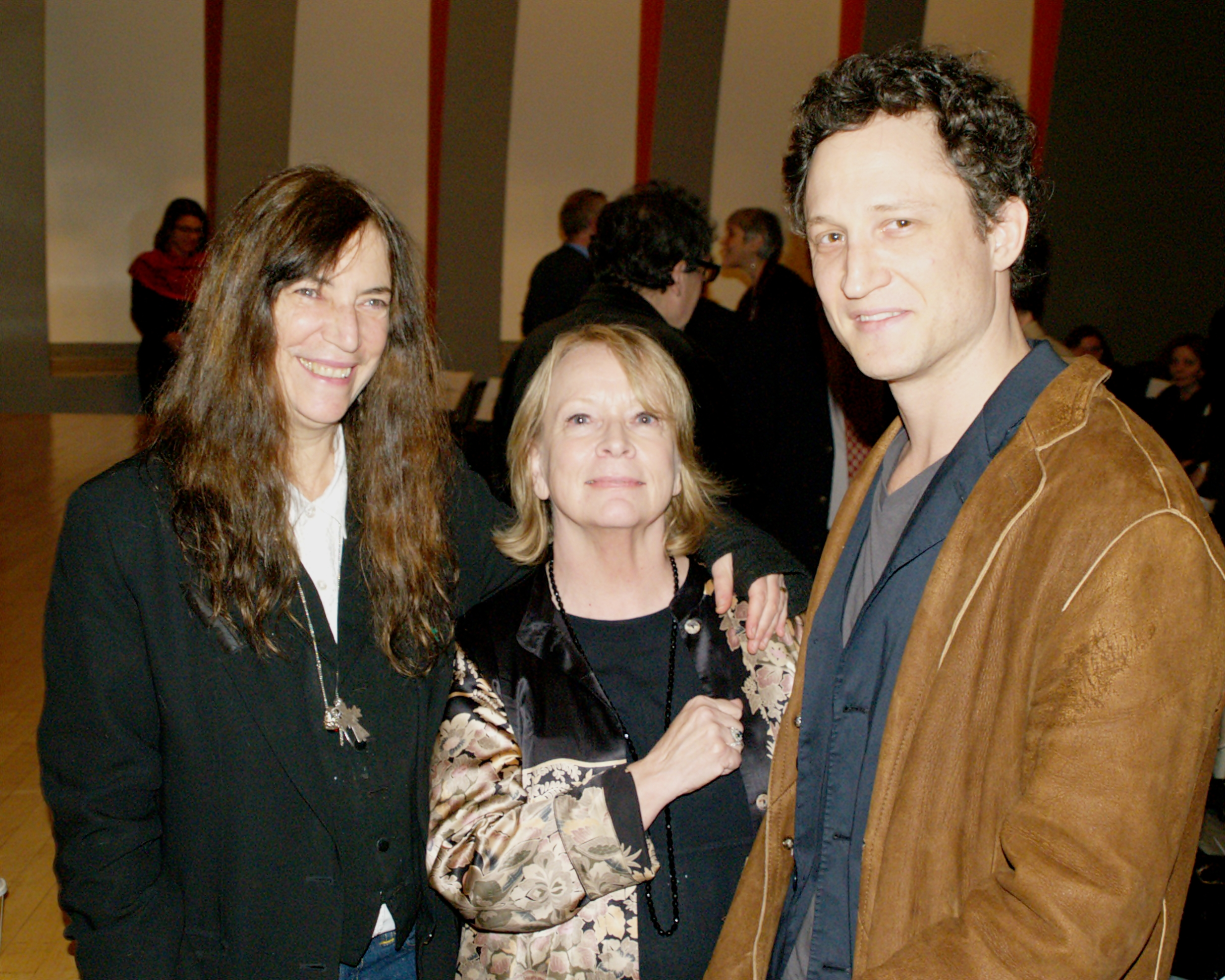
Smith mit der Literaturkritikerin Jane Ciabattari und Autor John Reed (2011).

- Seventh Heaven, Gedichtband, 1972.
- A Useless Death, New York 1972
- Kodak, Philadelphia 1972
- Early Morning Dream? 1973 (limitiert auf 100 Kopien)
- Witt, Gedichtband, 1973
- Big Mouth. In: Sam Shepard, Angel City, Curse of the Starving Class & Other Plays, New York 1976 (zusammen mit Sam Shepard)
- The Night, London 1976 (mit Tom Verlaine)
- Ha! Ha! Houdini! Gedicht, 1977
- Babel, Sammlung von Gedichten, Prosa, Liedtexten und Zeichnungen, 1978
- Robert Mapplethorpe, New York 1987 (Herausgeber: Patti Smith)
- Flowers Mapplethorpe, Boston 1990 (Herausgeber: Patti Smith)
- Woolgathering. 1992.
  - deutsch: Traumsammlerin. übersetzt von Brigitte Jakobeit,[31] Kiepenheuer & Witsch, Köln 2013, ISBN 978-3-462-04570-3.
- Early Work, Gedichtsammlung (1970–1979), 1994
- The Coral Sea, 1996.
- Complete, Sammlung von Liedtexten, 1998
- Auguries Of Innocence, Gedichtsammlung, 2005
- Just Kids. Die Geschichte einer Freundschaft, Autobiografie, Kiepenheuer & Witsch, Köln 2010, ISBN 978-3-462-04228-3.[32]
- M Train, autobiographische Texte, mit Illustrationen (A roadmap to my life). Alfred A. Knopf, New York 2015, ISBN 978-1-101-87510-0.
  - Rezension. The New York Times, 1. Oktober 2015.
  - deutsch: M Train. Erinnerungen, übersetzt von Brigitte Jakobeit, Kiepenheuer & Witsch, Köln 2016, ISBN 978-3-462-04863-6.
- Collected Lyrics 1970–2015. Bloomsbury, London 2015, ISBN 978-1-4088-6300-8.
- Devotion (Why I Write), Yale University Press, New Haven 2017, ISBN 978-0-300-21862-6.[33]
- Year of the Monkey. Knopf, New York, Toronto 2019, ISBN 978-0-525-65768-2.
  - deutsch: Im Jahr des Affen. übersetzt von Brigitte Jakobeit, Kiepenheuer & Witsch, Köln 2020, ISBN 978-3-462-05384-5.
- A Book of Days, Fotobuch. Random House, New York 2022, ISBN 978-0-593-44854-0.

## Filme
- 20 Stunden mit Patti Smith. Fernsehdokumentation, Österreich, 1978, 80 Min., Regie: Rudi Dolezal.
- Patti Smith – Dream Of Life. Dokumentation, USA, 1996–2007, 109 Min., Regie: Steven Sebring. Inhaltsangabe (PDF; 113 kB) der Berlinale 2008, Trailer, 1:41 Min. Das Schweizer Fernsehen SF1 sendete am 22. November 2009 eine deutsche Fassung (Memento vom 29. November 2009 im Internet Archive) dieser Dokumentation.
- Film socialisme. Spielfilm, Schweiz/Frankreich, 2010, 141 Min., Regie: Jean-Luc Godard
- Patti Smith: Poesie und Punk. Dokumentation, ARTE F, Frankreich, 54 Minuten, 2021, Regie: Sophie Peyrard und Anne Cutaia.

## Presse
- Mutter der Rockmission – Patti Smiths neue Platte „Gung Ho“. In: Die Zeit, Nr. 13/2000.
- Rose-Maria Gropp: Der Traum vom Leben – Patti Smith zum Sechzigsten. FAZ.net, 30. Dezember 2006; abgerufen am 12. April 2010.
- Die Seeräuberin. In: Tagesspiegel. 10. Februar 2008 (Online).
- Kommen Sie mit auf den Friedhof? Interview in: Der Tagesspiegel, 17. Februar 2008; abgerufen am 12. April 2010
- «Ich hatte eine Mission» Patti Smith in einem Gespräch Musik, Kunst und den amerikanischen Wahlkampf. In: NZZ, 13. Juni 2008; abgerufen am 12. April 2010
- Die Überlebende. In: Die Zeit, Nr. 11/2010.
- Nina Apin: Rimbaud im East Village. In: die tageszeitung, 13. März 2010; abgerufen am 12. April 2010.
- Patin des Punk. In: EMMA, 25. März 2010; abgerufen am 12. April 2010.
- Minimal Rock Vol. 1, Nr. 4/5, 25. Mar 1977, Thema: Patti Smith, edited by Robert O’Fisher, Novaggio, Switzerland.